# Titan (element)
Titán (latinsko titanium) je kemični element, ki ima v periodnem sistemu simbol Ti in atomsko število 22. Titan je kot lahka, trdna, belo-metalna, svetlikava prehodna kovina. Odporna je na korozijo, tako na morsko vodo, aqua regio in klor. Uporablja pri trdnih lahkih zlitinah in kot TiO2 v belih pigmentih. Ta element se pojavlja v številnih mineralih; glavna vira sta predvsem rutil in ilmenit.
Titan je v Cornwallu v Veliki Britaniji odkril William Gregor leta 1791, Martin Heinrich Klaproth pa ga je poimenoval po Titanih iz grške mitologije. Element se nahaja v številnih nahajališčih mineralov, predvsem kot rutil in ilmenit; najdemo ga v skoraj vseh živih bitjih, pa tudi v vodnih telesih, kamninah in tleh. Kovina se pridobiva iz glavnih mineralnih rud s postopki Kroll in Hunter. Najpogostejša spojina, titanov dioksid, je priljubljen fotokatalizator in se uporablja pri izdelavi belih pigmentov. Druge spojine vključujejo titanov tetraklorid (TiCl4), sestavni del dimnih zaves in katalizatorjev; in titanov triklorid (TiCl3), ki se uporablja kot katalizator pri proizvodnji polipropilena. 
Titan se uporablja z železom, aluminijem, vanadijem in molibdenom pri izdelavi močnih, lahkih zlitin za vesoljsko industrijo (reaktivni motorji, rakete in vesoljska plovila), za vojaške in industrijske procese (kemikalije in petrokemikalije, naprave za razsoljevanje, celuloza in papir), avtomobilizem, kmetijstvo (kmetovanje), medicinske proteze, ortopedske vsadke, zobne in endodontske instrumente in orodja, športno opremo, nakit, mobilne telefone in drugo. 
Dve najbolj uporabni lastnosti kovine sta odpornost proti koroziji in razmerje med trdnostjo in gostoto, ki je med kovinskimi elementi najvišje: titan je v svojem nelegiranem stanju močan kot nekatera jekla, vendar ima nižjo gostoto. Obstajata dve alotropni obliki in pet naravnih izotopov tega elementa, 46Ti do 50Ti, pri čemer je  48Ti najbolj pogosten (73,8 %). Čeprav imata titan in cirkonij enako število valentnih elektronov in sta v periodni tabeli v isti skupini, se razlikujeta po številnih kemijskih in fizikalnih lastnostih.

## Zgodovina
Element titan je leta 1791 v Creedu, Cornwall v Angliji opazil angleški duhovnik in amaterski kemik William Gregor. Nekaj let kasneje ga je nemški kemik Heinrich Klapproth odkril v rutilu. Leta 1795 je odkriti element poimenoval titan po Titanih iz grške mitologije.

## Uporaba
Velik proizvajalec TiO2 je Cinkarna iz Celja, ki je eden največjih tovrstnih proizvajalcev v Evropi. Titanov dioksid (TiO2) je osnovni material za beljenje oz. barvanje sten prostorov in stavb.